# 切廖内
切廖内（義大利語：Cerrione），是意大利比耶拉省的一个市镇。总面积28平方公里，人口2909人，人口密度103.9人/平方公里（2009年）。ISTAT代码为096018。